# Sara Román
Sara Román Rodríguez (4 de agosto de 1994, Madrid, España) es una piloto española de motociclismo y estudiante de Ingeniería en Tecnologías Industriales. Actualmente compite en minimotos.

## Biografía

### Comienzos
Sara se interesó por las motos desde muy pequeña. Con tan sólo dos años ya disfrutaba del Campeonato del Mundo de Motociclismo, siguiendo a su ídolo Valentino Rossi. La afición al motociclismo le vino de su padre, el cual también competía. Desde muy pequeña cambió sus muñecas por las dos ruedas.